# Emil Pirazzi

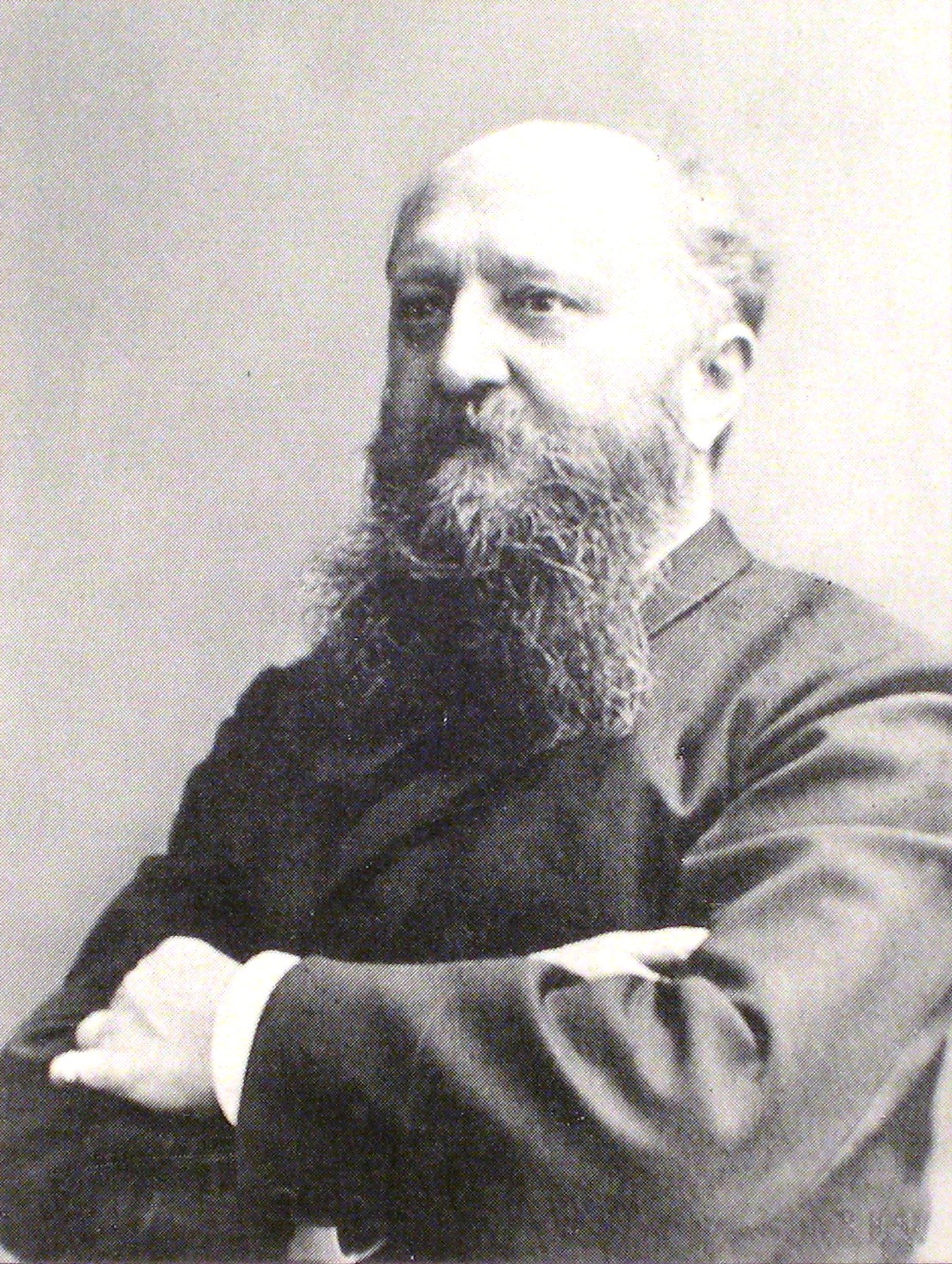
Emil Pirazzi

Emil Pirazzi (* 3. August 1832 in Offenbach am Main; † 8. Januar 1898 ebenda) war ein deutscher Unternehmer, Schriftsteller, Publizist und Dramatiker. Er war der Sohn von Joseph Pirazzi und wie sein Vater der deutschkatholischen (heute: freireligiösen) Gemeinde Offenbach verbunden. Nach der Familie Pirazzi ist in Offenbach am Main eine Straße benannt.

## Leben
Emil Pirazzi wurde am 3. August 1832 als Sohn des Unternehmers Joseph Pirazzi in Offenbach am Main geboren. Er absolvierte in seiner Geburtsstadt die Realschule und stieg dann als Teilhaber in das Familienunternehmen ein, welches unter dem Namen Pirastro noch heute existiert. Gleichzeitig betätigte sich Emil Pirazzi nach dem Vorbild seines Vaters als Publizist, Schriftsteller, Politiker und Unterstützer der deutschkatholischen Idee. Politisch vertrat er eine gemäßigte, deutschnationale Linie. Sein Engagement im Deutschen Nationalverein brachte ihm 1860 eine dreitägige Gefängnisstrafe ein, denn politische Vereine waren im Großherzogtum Hessen verboten. Nach dem Tod seines Vaters übernahm er 1869 die Leitung des Familienunternehmens.

## Wirken
Bereits 1851 verfasste der 19-jährige Pirazzi seine ersten Gedichte und reiste häufig in das europäische Ausland. Seine erste Veröffentlichung erfolgte 1855, als er ein Vorspiel anlässlich Friedrich Schillers 50. Todestages verfasste. Es folgten weitere Bühnenstücke, welche auch in Deutschland mit wechselndem Erfolg aufgeführt wurden. Ebenfalls 1855 gründete er in Offenbach eine Zweigniederlassung der Deutschen Schillerstiftung. Wie sein Vater beteiligte sich Emil Pirazzi am Gemeindeleben der deutschkatholischen Kirche und gründete 1858 in Offenbach die Freireligiöse Stiftung. 1861 wirkte er an der Gründung des Deutschen Schützenbundes in Gotha mit. Dieses Engagement Pirazzis steht im Zusammenhang mit der damaligen, nationalen Einstellung, gesamtdeutsche Institutionen zu schaffen und somit die Einheit Deutschlands zu fördern. Pirazzis Publikationen aus dieser Zeit in Darmstädter, Frankfurter und Offenbacher Tageszeitungen beschäftigen sich deshalb auch fast ausschließlich mit der deutschen Einheitsthematik. Dabei war Pirazzi ein ausgewiesener Gegner der Sozialdemokraten, was sich auch in einer persönlichen Feindschaft mit verschiedenen sozialdemokratischen Persönlichkeiten äußerte.
Emil Pirazzis literarische und politische Fähigkeiten wurden schon zu seinen Lebzeiten von Zeitgenossen und politischen Gegnern angezweifelt. Unstrittig sind jedoch seine Leistungen für die freireligiöse Bewegung und die Geschichtsschreibung seiner Heimatstadt Offenbach.

## Auszeichnungen
- 1872 Mai 8 – großherzoglich hessisches Militär-Sanitäts-Kreuz[3]
- 1880 – Ritterkreuz des Herzoglich Sachsen-Ernestinischen Hausordens[4]
- 1884 April 25 – Silberne Alice-Medaille (Großherzogtum Hessen)
- 1888 – Sachsen-Coburg-Gothaer Silberne Verdienstmedaille für Kunst und Wissenschaft[5]
- 1896 November 25 – großherzoglich hessische Goldene Verdienstmedaille für Wissenschaft und Kunst[6]

## Werke
- Dramatische Dichtung  Gräfin Chateaubriant, 1856
- Schauspiel  Ein Dichtertraum, 1859
- Gedichtband Fünf Zeitgedichte, 1859
- Novelle Florence Hamilton. Ein Abenteuer im päpstlichen Rom, 1862
- Biographie Joseph Pirazzi, 1869
- Dramatische Dichtung  Rienzi, der Tribun,  1873
- Schauspiel  Moderne Größen, 1873
- Drama  Die Erbin von Maurach, 1876
- Lustspiel Die Hochzeitsreisenden, 1878
- Festschrift Bilder und Geschichten aus Offenbachs Vergangenheit, 1879 Commons
- Text zur Oper Der Sturm vom Komponisten Anton Urspruch frei nach William Shakespeares Tempest, 1887
- Gedichte Im Herbste des Lebens. Gesammelte Dichtungen, 1888
- Drama Gräfin Sonnenburg, 1890
- Festschrift Die Gründung der Deutschkatholischen Gemeinde in Offenbach am Main. Eine Festschrift zur ersten Halb-Jahrhundertfeier ihres Bestehens, 1895
- Gedichte Deutschland. Zwölf vaterländische Gesänge, 1897